# Iwan Radulow

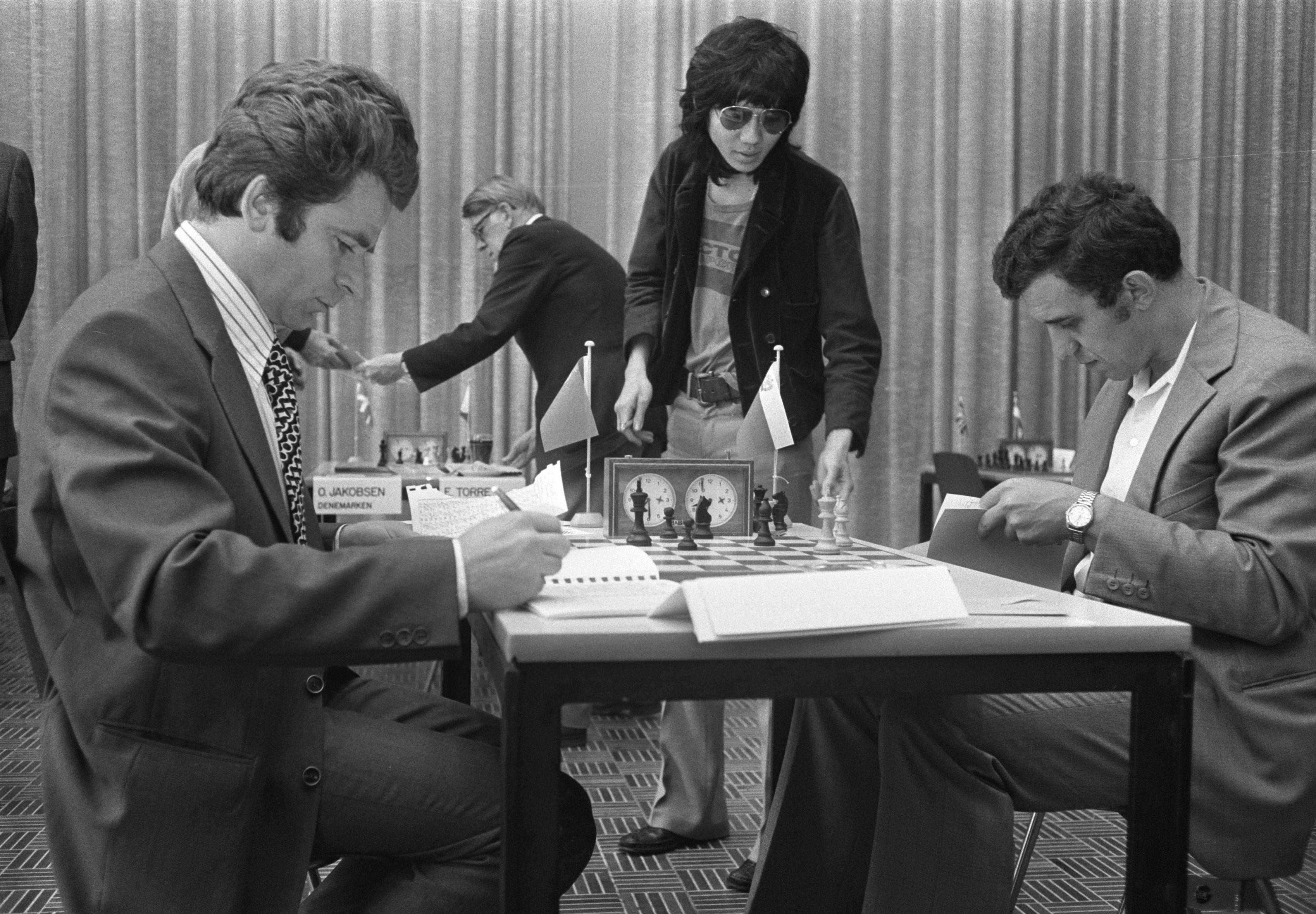
Spasski vs. Radulow (1973)

Iwan Radulow (bulgarisch Иван Георгиев Радулов; * 7. Januar 1939 in Burgas) ist ein bulgarischer Schachgroßmeister.
Radulow erhielt 1968 von der FIDE den Titel Internationaler Meister und 1972 den Großmeistertitel verliehen. Er gewann die Bulgarische Meisterschaft in den Jahren 1971, 1974, 1977 und 1980. Mit der bulgarischen Mannschaft nahm Radulow an den Schacholympiaden 1968, 1970, 1972, 1974, 1978, 1980, 1982 und 1986 und den Mannschaftseuropameisterschaften 1970, 1977, 1980 und 1983 teil. Bei der Schacholympiade 1968 erreichte er sowohl mit der Mannschaft als auch in der Einzelwertung (erstes Reservebrett) den dritten Platz.
Radulow nahm mit Slawia Sofia zwischen 1979 und 1996 fünfmal am European Club Cup teil, der größte Erfolg war der Einzug ins Halbfinale 1982.
Radulows Elo-Zahl beträgt 2245 (Stand: Februar 2016), er wird jedoch als inaktiv geführt, da er seit dem im August 2013 in Sonnenstrand ausgetragenen Memorial Kesarovski-Stanchev keine gewertete Partie mehr gespielt hat. Seine höchste Elo-Zahl von 2530 erreichte er im Juli 1973.
Turnierresultate:
- 1971 Torremolinos: 1. Platz
- 1972 Helsinki (Zonenturnier): 1. Platz
- 1972 Kecskemét: 3. Platz
- 1974 Montilla-Moriles: 1. Platz
- 1975 Montilla-Moriles: 1. Platz (geteilt mit Lew Polugajewski)